# Saxifraga werneri
Saxifraga werneri là một loài thực vật có hoa trong họ Saxifragaceae. Loài này được Font Quer & Pau miêu tả khoa học đầu tiên năm 1931.